# Johnny Bach
Pour les articles homonymes, voir Bach (homonymie).
John William Bach dit  Johnny Bach, né le 10 juillet 1924 à Brooklyn (New York) et mort le 18 janvier 2016 à Chicago (Illinois), est un joueur et entraîneur américain de basket-ball. Il évolue durant sa carrière aux postes d'arrière et d'ailier.

## Palmarès
Entraîneur
- Champion NBA 1991, 1992, 1993